# Meroscalsis
Meroscalsis là một chi bọ cánh cứng trong họ Chrysomelidae.
Chi này được miêu tả khoa học năm 1903 bởi Spaeth.

## Các loài
Các loài trong chi này gồm:
- Meroscalsis blackburni (Spaeth, 1913)
- Meroscalsis radiata (Boheman, 1855)